# Тон їп
Кханом мо каєнг (тай. ขนมหม้อแกง) або «прищипнуті золоті жовтки» — традиційний тайський десерт, один із дев'яти сприятливих традиційних тайських десертів, які готуються в особливих випадках, таких як весільні церемонії, освячення або новосілля. Тон їп, як і багато інших солодощів на основі яєць, створений кухарем змішаного японсько-португальського походження Марією Гуйомар де Пінья за правління Сомдет Пхра Нарая Махарат у період королівства Аюттхая. Походить від португальських солодощів, який мають назву «трушас даль салдаш».
У тайській мові слово «тон» означає «золото», а «їп» означає «вибрати». Вважається, що коли тон їп використовуються в церемоніях благословення або як подарунок кому-небудь, повинне принести багатство та успіх у роботі; людина може перетворити щось звичайне на золото, коли він або вона це прийме. Форма тон їп нагадує форму квітки. Кількість складок, які використовуються для тон їп, може становити 3, 5 або 8, залежно від уподобань.